# Oleg Tverdovskij
Oleg Fjodorovitj Tverdovskij, ryska: Олег Фёдорович Твердовский, eller Oleh Fedorovytj Tverdovskyj, ukrainska: Олег Федорович Твердовський, född 18 maj 1976, är en rysk-ukrainsk före detta professionell ishockeyback som tillbringade elva säsonger i den nordamerikanska ishockeyligan National Hockey League (NHL), där han spelade för Mighty Ducks of Anaheim, Winnipeg Jets, Phoenix Coyotes, New Jersey Devils, Carolina Hurricanes och Los Angeles Kings. Han producerade 317 poäng (77 mål och 240 assists) samt drog på sig 291 utvisningsminuter på 713 grundspelsmatcher.
Han har tidigare spelat för Salavat Julajev Ufa och Metallurg Magnitogorsk i Kontinental Hockey League (KHL); Avangard Omsk i Ryska superligan (RSL); Krylja Sovetov i Internationella hockeyligan (IHL); Hamilton Bulldogs och Manchester Monarchs i American Hockey League (AHL); HK Toros Neftekamsk i Vyssjaja chokkejnaja liga (VHL) samt Brandon Wheat Kings i Western Hockey League (WHL).
Tverdovskij draftades av Mighty Ducks of Anaheim i första rundan i 1994 års draft som andra spelare totalt.
Han vann Stanley Cup för säsongerna 2002–2003 och 2005–2006. Tverdovskij vann också en bronsmedalj vid de olympiska vinterspelen 2002 och en guldmedalj vid världsmästerskapet 2009.
Efter spelarkarriären har han varit verksam inom vårdhem och äger och driver ett flertal sådana.

## Statistik
| 1992–1993  | Krylja Sovetov          | IHL        | 21  | 0  | 1   | 1   | 6   | 6  | 0 | 0  | 0  | 0  |
|            | Krylja Sovetov          | VL         | 29  | 11 | 14  | 25  | 28  | —  | — | —  | —  | —  |
| 1993–1994  | Krylja Sovetov          | IHL        | 46  | 4  | 10  | 14  | 22  | 3  | 1 | 0  | 1  | 2  |
| 1994–1995  | Mighty Ducks of Anaheim | NHL        | 36  | 3  | 9   | 12  | 14  | —  | — | —  | —  | —  |
|            | Brandon Wheat Kings     | WHL        | 7   | 1  | 4   | 5   | 4   | —  | — | —  | —  | —  |
| 1995–1996  | Mighty Ducks of Anaheim | NHL        | 51  | 7  | 15  | 22  | 35  | —  | — | —  | —  | —  |
|            | Winnipeg Jets           | NHL        | 31  | 0  | 8   | 8   | 6   | 6  | 0 | 1  | 1  | 0  |
| 1996–1997  | Phoenix Coyotes         | NHL        | 82  | 10 | 45  | 55  | 30  | 7  | 0 | 1  | 1  | 0  |
| 1997–1998  | Phoenix Coyotes         | NHL        | 46  | 7  | 12  | 19  | 12  | 6  | 0 | 7  | 7  | 0  |
|            | Hamilton Bulldogs       | AHL        | 9   | 8  | 6   | 14  | 2   | —  | — | —  | —  | —  |
| 1998–1999  | Phoenix Coyotes         | NHL        | 82  | 7  | 18  | 25  | 32  | 6  | 0 | 2  | 2  | 6  |
| 1999–2000  | Mighty Ducks of Anaheim | NHL        | 82  | 15 | 36  | 51  | 30  | —  | — | —  | —  | —  |
| 2000–2001  | Mighty Ducks of Anaheim | NHL        | 82  | 14 | 39  | 53  | 32  | —  | — | —  | —  | —  |
| 2001–2002  | Mighty Ducks of Anaheim | NHL        | 73  | 6  | 26  | 32  | 31  | —  | — | —  | —  | —  |
| 2002–2003  | New Jersey Devils       | NHL        | 50  | 5  | 8   | 13  | 22  | 15 | 0 | 3  | 3  | 0  |
| 2003–2004  | Avangard Omsk           | RSL        | 57  | 16 | 17  | 33  | 58  | 11 | 0 | 2  | 2  | 2  |
| 2004–2005  | Avangard Omsk           | RSL        | 48  | 5  | 15  | 20  | 65  | 11 | 0 | 3  | 3  | 35 |
| 2005–2006  | Carolina Hurricanes     | NHL        | 72  | 3  | 20  | 23  | 37  | 5  | 0 | 0  | 0  | 0  |
| 2006–2007  | Los Angeles Kings       | NHL        | 26  | 0  | 4   | 4   | 10  | —  | — | —  | —  | —  |
|            | Manchester Monarchs     | AHL        | 14  | 5  | 8   | 13  | 2   | 14 | 2 | 9  | 11 | 14 |
| 2007–2008  | Salavat Julajev Ufa     | RSL        | 43  | 6  | 11  | 17  | 58  | 16 | 2 | 6  | 8  | 10 |
| 2008–2009  | Salavat Julajev Ufa     | KHL        | 48  | 8  | 19  | 27  | 30  | 2  | 0 | 0  | 0  | 0  |
| 2009–2010  | Salavat Julajev Ufa     | KHL        | 42  | 8  | 13  | 21  | 38  | 16 | 1 | 4  | 5  | 4  |
| 2010–2011  | Salavat Julajev Ufa     | KHL        | 40  | 7  | 9   | 16  | 20  | 7  | 1 | 0  | 1  | 12 |
| 2011–2012  | Salavat Julajev Ufa     | KHL        | 12  | 0  | 0   | 0   | 8   | —  | — | —  | —  | —  |
|            | HK Toros Neftekamsk     | VHL        | 2   | 0  | 0   | 0   | 0   | —  | — | —  | —  | —  |
|            | Metallurg Magnitogorsk  | KHL        | 24  | 6  | 5   | 11  | 18  | 4  | 0 | 1  | 1  | 2  |
| 2012–2013  | Metallurg Magnitogorsk  | KHL        | 25  | 0  | 5   | 5   | 18  | 3  | 0 | 0  | 0  | 0  |
| NHL totalt | NHL totalt              | NHL totalt | 713 | 77 | 240 | 317 | 291 | 45 | 0 | 14 | 14 | 6  |
| KHL totalt | KHL totalt              | KHL totalt | 191 | 29 | 51  | 80  | 132 | 32 | 2 | 5  | 7  | 18 |
| RSL totalt | RSL totalt              | RSL totalt | 148 | 27 | 43  | 70  | 181 | 38 | 2 | 11 | 13 | 47 |
| IHL totalt | IHL totalt              | IHL totalt | 67  | 4  | 11  | 15  | 28  | 9  | 1 | 0  | 1  | 2  |
| AHL totalt | AHL totalt              | AHL totalt | 23  | 13 | 14  | 27  | 4   | 14 | 2 | 9  | 11 | 14 |

### Internationellt
| Källa:        | Källa:        | Källa:        |         | Utv = Utvisningsminuter | Utv = Utvisningsminuter | Utv = Utvisningsminuter | Utv = Utvisningsminuter | Utv = Utvisningsminuter |
| År            | Lag           | Mästerskap    | Matcher | Mål                     | Assists                 | Poäng                   | Utv                     |                         |
| ------------- | ------------- | ------------- | ------- | ----------------------- | ----------------------- | ----------------------- | ----------------------- | ----------------------- |
| 1993          | Ryssland      | JEM           | 6       | 1                       | 2                       | 3                       | 0                       |                         |
| 1993          | Ryssland      | PC            | 5       | 3                       | 8                       | 11                      | 4                       |                         |
| 1994          | Ryssland      | JVM           | 7       | 1                       | 5                       | 6                       | 6                       |                         |
| 1994          | Ryssland      | JEM           | 5       | 1                       | 9                       | 10                      | 22                      |                         |
| 1996          | Ryssland      | VM            | 3       | 0                       | 1                       | 1                       | 0                       |                         |
| 1996          | Ryssland      | WC            | 4       | 1                       | 0                       | 1                       | 0                       |                         |
| 2001          | Ryssland      | VM            | 7       | 2                       | 2                       | 4                       | 2                       |                         |
| 2002          | Ryssland      | OS            | 6       | 1                       | 1                       | 2                       | 0                       |                         |
| 2004          | Ryssland      | VM            | 6       | 0                       | 1                       | 1                       | 6                       |                         |
| 2004          | Ryssland      | WC            | 3       | 0                       | 0                       | 0                       | 0                       |                         |
| 2009          | Ryssland      | VM            | 9       | 2                       | 2                       | 4                       | 6                       |                         |
| Junior totalt | Junior totalt | Junior totalt | 23      | 6                       | 24                      | 30                      | 32                      |                         |
| Senior totalt | Senior totalt | Senior totalt | 38      | 6                       | 7                       | 13                      | 14                      |                         |